# 桃井久資
桃井 久資（ももい きゅうじ、1923年〈大正12年〉1月6日 - 2010年〈平成22年〉6月13日）は、新潟県佐渡郡小木町（現在の佐渡市）の元小木町議会議長、元町長。小木町出身。

## 人物
小木小学校、旧制新潟県立佐渡中学校（現在の新潟県立佐渡高等学校）卒。合資会社久松屋商店代表社員、小木町教育委員、小木町商工会長、小木町議会議員・議長などを経て、1985年に小木町長に当選。2期8年務める。
2010年、耳下腺がんで死去。